# Corinth (Maine)

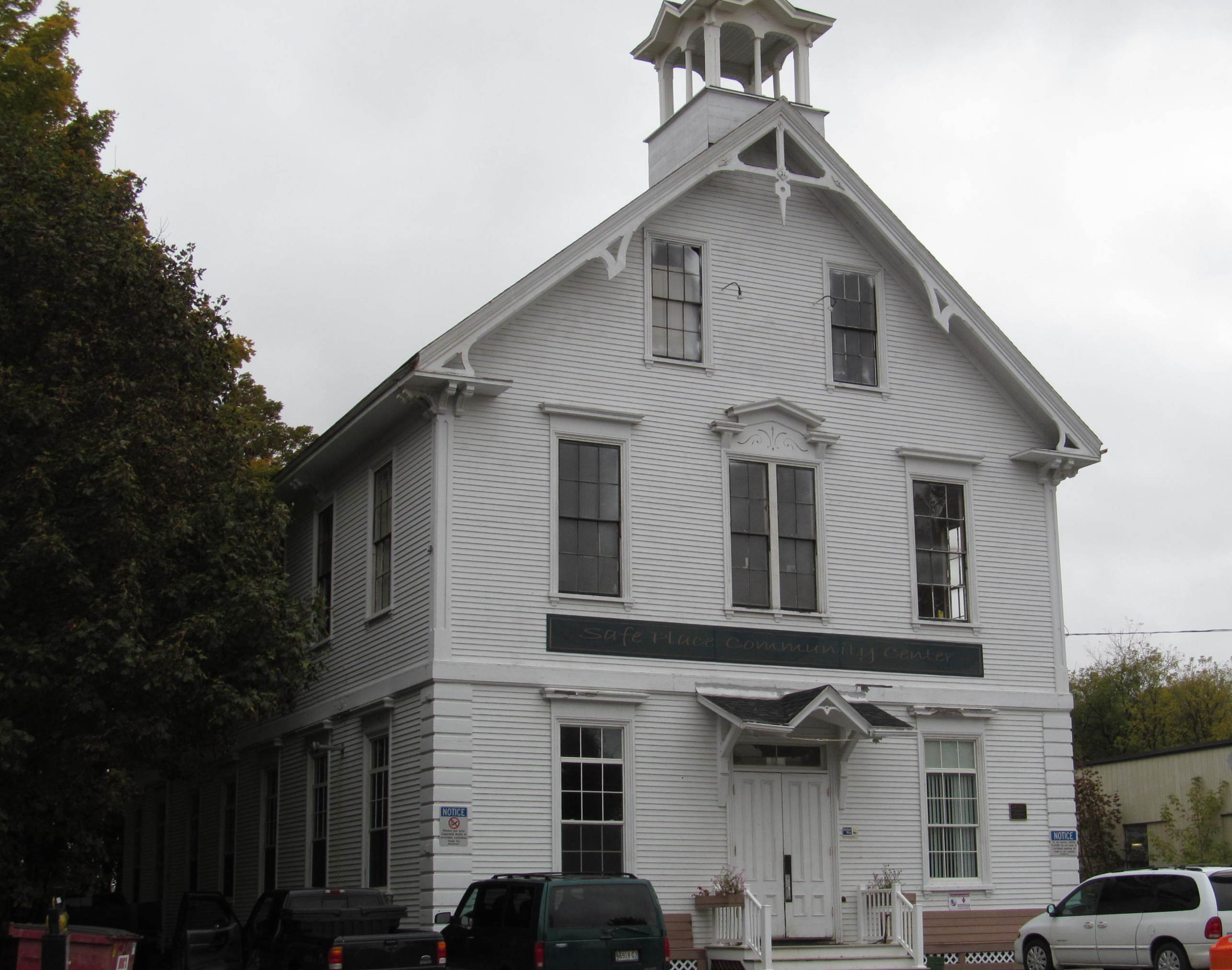
Edifici de l'Ajuntament de Corinth.

Corinth és una població dels Estats Units a l'estat de Maine (EUA). Segons el cens del 2000 tenia 2.511 habitants.

## Demografia
Segons el cens del 2000, Corinth tenia 2.511 habitants, 959 habitatges, i 715 famílies. La densitat de població era de 24,1 habitants per km².
Dels 959 habitatges en un 33,9% hi vivien nens de menys de 18 anys, en un 62% hi vivien parelles casades, en un 9,5% dones solteres, i en un 25,4% no eren unitats familiars. En el 18,7% dels habitatges hi vivien persones soles el 7,2% de les quals corresponia a persones de 65 anys o més que vivien soles. El nombre mitjà de persones vivint en cada habitatge era de 2,6 i el nombre mitjà de persones que vivien en cada família era de 2,91.
Per edats la població es repartia de la següent manera: un 25,6% tenia menys de 18 anys, un 7,9% entre 18 i 24, un 30,4% entre 25 i 44, un 24,9% de 45 a 60 i un 11,2% 65 anys o més.
L'edat mediana era de 36 anys. Per cada 100 dones de 18 o més anys hi havia 93,2 homes.
La renda mediana per habitatge era de 37.318 $ i la renda mediana per família de 41.016 $. Els homes tenien una renda mediana de 31.715 $ mentre que les dones 25.071 $. La renda per capita de la població era de 16.460 $. Entorn del 3,7% de les famílies i el 8% de la població estaven per davall del llindar de pobresa.